# 小行星5076
小行星5076（英語：5076 Lebedev-Kumach）是一颗围绕太阳公转的小行星。1973年9月26日，柳德米拉·切爾尼赫在克里米亚发现了此天体。
这颗小行星的绝对星等为219.8902590445969等。